# Inferno - Canto ventisettesimo

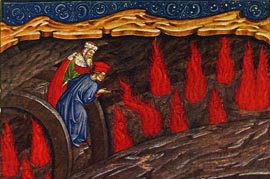
Anonimo lombardo, Dante e Virgilio sul ponte con Guido da Montefeltro (1440 circa)

Il canto ventisettesimo dell'Inferno di Dante Alighieri si svolge nell'ottava bolgia dell'ottavo cerchio, ove sono puniti i consiglieri di frode; siamo nel mattino del 9 aprile 1300 (Sabato Santo), o secondo altri commentatori del 26 marzo 1300.

## Incipit
(Anonimo commentatore dantesco del XIV secolo)

## Analisi del canto

### Guido da Montefeltro - versi 1-30
Riprendendo dalla fine del Canto precedente, Dante scrive come la fiamma di Ulisse si era già acquietata, dopo essersi mossa come sottovento per poter profferire parola, e se ne era andata, licenziata da Virgilio. Ecco che già un'altra le viene dietro e richiama l'attenzione dei due poeti a causa di un suono confuso che ne usciva dalla cima: parafrasando, esso ricorda a Dante quello del bue siciliano che muggì la prima volta con il pianto del suo artefice - e fu giusto così - tale che, sebbene esso fosse di rame, parve un bue reale. La colta perifrasi si riferisce a Perillo, ateniese, che aveva costruito per il tiranno di Agrigento Falaride un sistema per trarre divertimento dai supplizi delle persone che andavano a morire: un bue di rame poteva ospitare una persona viva e dopo che esso veniva arroventato sotto da una pira, un particolare congegno nella gola dell'animale di metallo faceva apparire le grida dei suppliziati come muggiti. Il tiranno per ringraziamento fece testare la diabolica invenzione proprio all'artefice stesso, e ciò secondo Ovidio fu cosa giusta (Ars amatoria I 655-656), dal quale riprese Dante. In questo caso l'Alighieri voleva solo indicare che il suono proveniva dalla punta della fiamma in maniera sinistra, non già come da bocca umana che profferisse parola. Poi però, quando la "lingua" di fuoco (nel gioco "lingua del dannato", "lingua di fuoco" sta tutto il contrappasso di questi consiglieri fraudolenti) dà un certo guizzo sulla punta, allora i suoni diventano parole che si possono udire.
Da notare anche il parallelismo tra il bue arroventato che racchiude i corpi e la fiamma infernale che racchiude le anime.
L'anima dannata ha sentito parlare Virgilio in lombardo ("Istra ten va, più non t'adizzo", usato per congedarsi da Ulisse) e gli chiede di restare un po' a parlare con lui, poiché a lui farebbe piacere, pur se deve stare lì fermo, ardente!
Il dannato, verrà detto tra poco, è il condottiero Guido da Montefeltro, un personaggio contemporaneo a Dante, dopo l'episodio con Ulisse dell'antichità classica. Guido inizia a parlare chiedendo innanzitutto notizie della Romagna (sappiamo dal canto di Farinata degli Uberti che i dannati vedono il futuro ma non il presente), la dolce terra ricordata con affetto e malinconia. Poi dà una prima breve presentazione di sé come nativo del Montefeltro, regione tra la Valmarecchia e il monte della sorgente del Tevere (Monte Fumaiolo).

### Le condizioni politiche della Romagna - vv. 31-57

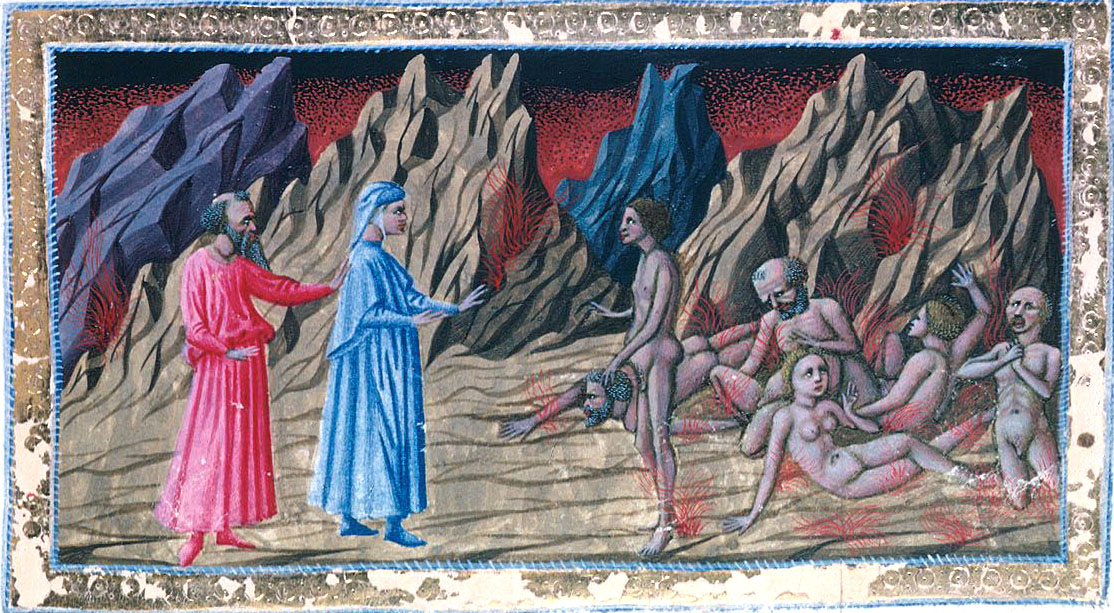
Priamo della Quercia, illustrazione al Canto XXVII

Guido ha fatto la sua richiesta pensando che i due pellegrini fossero due anime dannate da poco e non c'è nessun elemento che indichi che questi dannati possano vedere con la vista: essi odono e proferiscono parola soltanto. Virgilio si rivolge allora a Dante, che è ancora appoggiato alla roccia-parapetto del ponticello e che ha bisogno di essere toccato sul fianco per richiamarne l'attenzione, e gli dice: "Parla tu; questi è latino" (cioè italiano).
Dante allora, che dice di aver già preparato la risposta, inizia a tracciare un aggiornatissimo quadro della Romagna nell'anno 1300, citando cinque città-feudo con una terzina ciascuna. Ma prima dice al dannato che la Romagna non fu mai senza guerre nel cuore dei suoi tiranni (così dispregiativamente Dante vedeva le nascenti signorie), ma ora nessun conflitto si sta manifestando palesemente. Dante non lo dice, ma la pace era frutto dell'intromissione di Bonifacio VIII, che aveva forzatamente fatto alleare i signori di Bologna con i marchesi di Ferrara, mentre le altre città si tenevano prudentemente dentro i confini del proprio territorio.
- 1 Ravenna:

La città sta come sta da molti anni, con l'aquila dello stemma dei Da Polenta che vi cova e che stende le sue ali sopra Cervia. Infatti la signoria di Guido il Vecchio da Polenta (padre di Francesca da Rimini) durava ormai dal 1275 e sotto il pontificato di Martino IV aveva esteso il suo dominio alle saline di Cervia.
- 2 Forlì:

Questa terra ha subito un lungo assedio ed ha fatto un sanguinoso mucchio di francesi (pare un migliaio, dopo lo scontro tra le milizie ghibelline di Guido da Montefeltro stesso e quelle pontificie di Jean d'Eppe del 1282, noto come battaglia di Forlì), e ora si trova sotto artigli verdi (del leone dello stemma degli Ordelaffi).
- 3 Rimini:

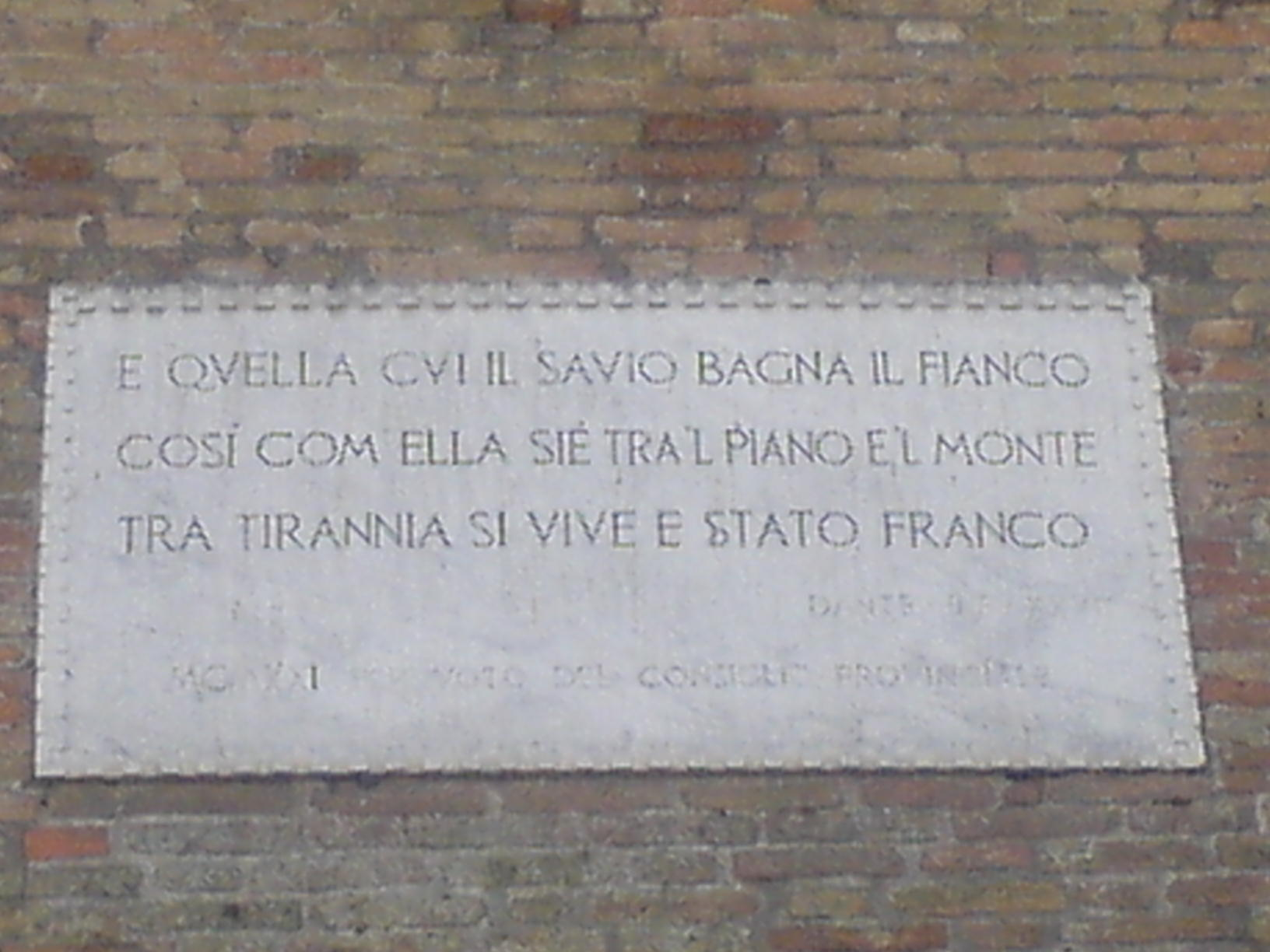
La terzina dedicata a Cesena, così come compare sulle mura del Palazzo Comunale di Cesena

I due mastini, vecchio e nuovo, da Verucchio fanno "succhiello" con i loro denti sulla città e rovinarono il ghibellino Montagna dei Parcitati. Essi sono Malatesta da Verucchio e suo figlio Malatestino Malatesta (padre e fratellastro di Gianciotto e Paolo Malatesta), che uccisero il capo della parte ghibellina Montagna. Il riferimento al mastino si trova solo in uno scudo secondario della casata e se Dante lo conobbe lo scelse per usare un paragone di ferocia e animalesco a questa serie di tiranni. 
- 4 Faenza e Imola:

Indicate dai loro fiumi rispettivamente il Lamone e il Santerno, le due città stanno sotto quello che ha per scudo il leone in campo bianco, Maghinardo Pagani da Susinana, che muta parte da la state al verno (v. 51), cioè che cambia da guelfo a ghibellino da stagione a stagione (infatti si comportava da guelfo con i fiorentini e da ghibellino con i romagnoli per questioni di convenienza politica).
- 5 Cesena;

Indicata dal fiume Savio che la bagna, così come la città è posta tra pianura e montagna, così vive tra tirannia e stato franco (libero comune). Infatti il suo signore Galasso da Montefeltro aveva ormai la carica di podestà e capitano del popolo da quattro anni (un periodo lunghissimo allora per cariche che si avvicendavano generalmente pochi mesi) ed era signore quindi di fatto ma non per legge.
Dopo questo preciso excursus Dante chiede allora all'anima del dannato di dire chi sia, e di non essere recalcitrante a parlare visto che egli (Dante) non lo fu a rispondere alla sua domanda.

### Il racconto di Guido - vv. 58-111

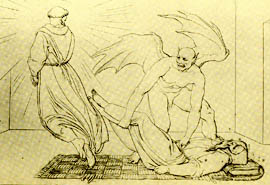
Bonaventura Genelli, San Francesco e il diavolo si disputano Guido da Montefeltro

La fiamma "ruggisce" al modo suo, poi scuote la punta di qua, di là, quindi sprigiona parole.
Guido (ancora non è svelata l'identità e si sa solo che fu un nativo del Montefeltro), inizia con una premessa: quello che sta per dire è verso di lui infamante, però visto che all'Inferno non viene mai persona viva e nessuno può tornare nel mondo, lo dice, che altrimenti ben ferma starebbe la sua fiamma. Dante non accenna parola, è forse una frode la sua? In realtà no perché egli è assistito dalla grazia divina e se un'anima gli confida i suoi peccati, per quanto gravi e dannosi per la sua fama sulla terra, è qualcosa che ricade in un disegno divino più ampio.
Guido allora si presenta come già uomo d'armi poi frate (cordigliero, cioè provvisto della corda del saio), perché credeva con tale conversione di fare ammenda delle sue azioni; e questo suo scopo si sarebbe attuato se non fosse per il gran prete, a cui mal prenda!, che lo fece ricadere nella sua colpa. Adesso egli andrà a spiegare il come e il quare (il "perché"): quando egli era in vita l'opere mie / non furon leonine, ma di volpe, cioè astute; Inoltre egli conobbe tutti gli accorgimenti e le coperte vie, con tale maestria che in ciò la sua fama usciva oltre il confine della terra (frase di ascendenza biblica - Salmi, XVIII 4 - ripresa anche da Dino Compagni e da Papa Martino IV quando indisse la crociata contro Guido asserragliato a Forlì, episodio bellico citato da Dante pochi versi prima). Arrivato alla vecchiaia, a differenza del protagonista del canto precedente, Ulisse, egli calò le vele e ripiegò le sartie (un paragone marinaresco che lo oppone a Ulisse che diceva misi me per l'alto mare aperto / sol con un legno e Io è compagni eravam vecchi e tardi (Inf. XXVI vv. 100-101 e 106) e si dispiacque di ciò che prima gli era piaciuto, si pentì e si confessò.
Giovato sarebbe, ma il Principe dei nuovi Farisei, cioè colui che è il massimo tra coloro che applicavano una religione puramente esteriore e ipocrita (Papa Bonifacio VIII), aveva da far la guerra in Roma ("al Laterano", sede del palazzo apostolico), contro i suoi simili cristiani: non con saraceni, né con giudei, né contro coloro che avevano cinto d'assedio San Giovanni d'Acri, ultima roccaforte cristiana in Terra santa sconfitta nel 1291, né contro coloro che facevano commerci, sebbene fosse vietato, con il Sultano dei musulmani; e non guardò né al suo sommo officio di pontefice, né ai suoi ordini di sacerdote, né al cordone di fra' Guido, corda che un tempo cingeva vite ben più magre, per il precetto di povertà che oggi non è più così rispettato come un tempo (sul decadimento degli ordini monastici Dante ritornerà in altre occasioni, per ora egli lo indica come riflesso della viziosità del papato).
Come Costantino I convocò Papa Silvestro I al Monte Soratte per ricevere la guarigione dalla lebbra, così quel papa mi chiamò per guarire la sua superba febbre (da notare come nella similitudine la figura del papa sia paragonata a quella del laico imperatore). Tutta questa parte del canto è un'ulteriore accusa a Bonifacio, dopo la rivelazione della sua simonia nella bolgia di Niccolò III (Inf. XIX). Delle notizie che seguono Dante ebbe informazioni per vie traverse e a noi ignote: il colloquio che sta per descrivere tra Bonifacio e Guido fu probabilmente top secret, e se non fosse stato per la soffiata di Dante, il condottiero-frate avrebbe tutt'altra immagine, essendo egli morto in odore di santità (così si spiega la sua reticenza all'inizio del passo di raccontare la sua storia ad anima viva).
Bonifacio dunque chiese consiglio a Guido da Montefeltro, quale navigato uomo di guerra sebbene passato a vita religiosa, a proposito del da farsi per battere la fazione dei Colonnesi (rivali dei Caetani, la famiglia del papa), che avevano impugnato la sua elezione sul soglio papale e si erano barricati nell'imprendibile rocca di Palestrina, che nonostante l'assedio delle truppe papali non dava segni di cedimento.
Tornando alle parole di Guido, il papa gli chiese consiglio sul da farsi, e lui tacque perché le sue parole parver ebbre, da ubriaco. Ma Bonifacio suadente gli offrì l'assoluzione dalle sue colpe (Guido dopotutto aveva già ricevuto due scomuniche, sebbene revocate, che ancora gli dovevano pesare), in cambio di un consiglio su come "gettare in terra" (abbattere, espugnare) Palestrina. Dopotutto egli, il papa, possedeva le due chiavi del cielo (che il suo predecessore, Celestino V, secondo le parole riportate di Bonifacio non ebbe care), ma anche l'arma della scomunica, che fece minacciosamente intendere a Guido di applicare in caso di suo rifiuto. Al che Guido, in cambio del perdono del peccato nel quale sta per cadere, gli confida che "lunga promessa con l'attender corto / ti farà trïunfar ne l'alto seggio", cioè che promettere molto agli avversari mantenendo poco lo avrebbe fatto vincere.

### La morte di Guido - vv. 112-136
Quando Guido morì vennero a prenderlo San Francesco, titolare del suo ordine, e un diavolo. La rappresentazione di forze angeliche e diaboliche che si contendono un'anima non ha riscontri teologici (Dante stesso in paradiso dirà che i santi conoscono la volontà di Dio, quindi a maggior ragione non andrebbero a disputarsi anime la cui sorte è già ineluttabilmente segnata), però ha un forte richiamo di sapore popolaresco, e la si trova in molte fonti scritte e iconografiche medievali; Dante la riuserà per il figlio di Guido, Bonconte da Montefeltro in Purgatorio (V, vv. 85-129).
Il diavolo redarguisce quindi Guido del perché diede il consiglio frodolente (ecco il punto dove è più chiaro che tipo di dannati siano puniti in questa bolgia, che altrove sembrano per lo più astuti generici), dopo il quale il demone in questione non ha fatto altro che stargli alle calcagna (ecco un'altra credenza popolare, che le persone malvagie fossero accompagnate sempre da un diavolo invisibile pronto a prender loro l'anima appena spirassero).
Non si può assolvere chi non si pente, né pentirsi e voler peccare insieme, per contraddizione: con questo corretto sillogismo il diavolo ghermisce l'anima di Guido, al quale dice in tono di beffa: "forse tu non pensavi ch'io löico (logico, sottilissimo ragionatore) fossi", cioè qualcosa che suona come: "Ti saresti mai aspettato un diavolo filosofo?".
Guido finì così davanti a Minosse, che attorse la coda otto volte (ottavo cerchio) e lo destinò a quelli "del foco furo", del fuoco che ruba i corpi, mordendosi poi la coda per la rabbia, probabilmente di non poter ancora avere davanti il terribile Bonifacio VIII. Guido chiude il suo racconto e riparte, mentre Dante e Virgilio passano il fosso entrando nella bolgia dove "si paga il fio / a quei che scommettendo acquistan carco.", a coloro cioè che acquistano colpe "sconnettendo", cioè provocando scismi e discordie.